# Alpesisí az 1952. évi téli olimpiai játékokon
Az 1952. évi téli olimpiai játékokon az alpesisí versenyszámait február 14. és 20. között rendezték. A férfiaknál és a nőknél is 3–3 versenyszámban avattak olimpiai bajnokot.

## Részt vevő nemzetek
A versenyeken 28 nemzet 166 sportolója vett részt.
- Argentína
- Ausztrália
- Ausztria
- Belgium
- Bulgária
- Chile
- Egyesült Államok
- Finnország
- Franciaország
- Görögország
- Hollandia
- Izland
- Japán
- Jugoszlávia
- Kanada
- Lengyelország
- Libanon
- Magyarország
- Nagy-Britannia
- Németország
- Norvégia
- Olaszország
- Portugália
- Románia
- Spanyolország
- Svájc
- Svédország
- Új-Zéland

## Éremtáblázat
(A rendező nemzet eltérő háttérszínnel, az egyes számoszlopok legmagasabb értéke, vagy értékei vastagítással kiemelve.)
| Az 1952. évi téli olimpiai játékok éremtáblázata alpesisíben | Az 1952. évi téli olimpiai játékok éremtáblázata alpesisíben | Az 1952. évi téli olimpiai játékok éremtáblázata alpesisíben | Az 1952. évi téli olimpiai játékok éremtáblázata alpesisíben | Az 1952. évi téli olimpiai játékok éremtáblázata alpesisíben | Olimpia  |
| ------------------------------------------------------------ | ------------------------------------------------------------ | ------------------------------------------------------------ | ------------------------------------------------------------ | ------------------------------------------------------------ | -------- |
|                                                              | Ország                                                       | Arany                                                        | Ezüst                                                        | Bronz                                                        | Összesen |
| 1.                                                           | Ausztria (AUT)                                               | 2                                                            | 3                                                            | 2                                                            | 7        |
| 2.                                                           | Egyesült Államok (USA)                                       | 2                                                            | 0                                                            | 0                                                            | 2        |
| 3.                                                           | Norvégia (NOR)                                               | 1                                                            | 1                                                            | 1                                                            | 3        |
| 4.                                                           | Olaszország (ITA)                                            | 1                                                            | 0                                                            | 1                                                            | 2        |
|                                                              |                                                              |                                                              |                                                              |                                                              |          |
| 5.                                                           | Németország (GER)                                            | 0                                                            | 2                                                            | 2                                                            | 4        |
|                                                              |                                                              |                                                              |                                                              |                                                              |          |
| Összesen                                                     | Összesen                                                     | 6                                                            | 6                                                            | 6                                                            | 18       |

## Érmesek

### Férfi
| Az 1952. évi téli olimpiai játékok férfi érmesei alpesisíben |                                   |        |                                   |        |                                   |        |
| Versenyszám                                                  | Arany                             | Arany  | Ezüst                             | Ezüst  | Bronz                             | Bronz  |
| Lesiklás                                                     | Zeno Colò · Olaszország (ITA)     | 2:30,8 | Othmar Schneider · Ausztria (AUT) | 2:32,0 | Christian Pravda · Ausztria (AUT) | 2:32,4 |
| Műlesiklás                                                   | Othmar Schneider · Ausztria (AUT) | 2:00,0 | Stein Eriksen · Norvégia (NOR)    | 2:01,2 | Guttorm Berge · Norvégia (NOR)    | 2:01,7 |
| Óriás-műlesiklás                                             | Stein Eriksen · Norvégia (NOR)    | 2:25,0 | Christian Pravda · Ausztria (AUT) | 2:26,9 | Toni Spiß · Ausztria (AUT)        | 2:28,8 |

### Női
| Az 1952. évi téli olimpiai játékok női érmesei alpesisíben |                                               |        |                                       |        |                                       |        |
| Versenyszám                                                | Arany                                         | Arany  | Ezüst                                 | Ezüst  | Bronz                                 | Bronz  |
| Lesiklás                                                   | Trude Jochum-Beiser · Ausztria (AUT)          | 1:47,1 | Annemarie Buchner · Németország (GER) | 1:48,0 | Giuliana Minuzzo · Olaszország (ITA)  | 1:49,0 |
| Műlesiklás                                                 | Andrea Mead-Lawrence · Egyesült Államok (USA) | 2:10,6 | Ossi Reichert · Németország (GER)     | 2:11,4 | Annemarie Buchner · Németország (GER) | 2:13,3 |
| Óriás-műlesiklás                                           | Andrea Mead-Lawrence · Egyesült Államok (USA) | 2:06,8 | Dagmar Rom · Ausztria (AUT)           | 2:09,0 | Annemarie Buchner · Németország (GER) | 2:10,0 |